# Iophon cylindricum
Iophon cylindricum är en svampdjursart som beskrevs av Ridley och Arthur Dendy 1886. Iophon cylindricum ingår i släktet Iophon och familjen Acarnidae.
Artens utbredningsområde är havet kring Australien. Inga underarter finns listade i Catalogue of Life.